# 남자 원반던지기 대한민국 기록 추이
남자 원반던지기 대한민국 기록 추이는 다음과 같다.
| # | 기록   | 바람 | 차이    | 선수   | 소속         | 날짜         | 대회명                                                           | 개최지        | 경기장             | 주석 및 기타               | 동영상 |
|   | 46m 20 |      |         | 김병기 | 한국전력     | 1963. 10. 26 | 훈련단 우수 선수 육상 공인 기록회                                | 대한민국 서울 | 효창 운동장        | 종전 45.78                 |        |
|   | 46m 59 |      | + 39cm  | 김병기 | 훈련단       | 1964. 01. 16 | 훈련단 경기 기록회                                               | 대한민국 부산 |                    | [ 2 ]                      |        |
|   | 48m 42 |      | + 183cm | 김병기 | 한국전력     | 1964. 05. 09 | 전국 육상 선수권 대회 겸 동경 올림픽 참가 육상 선수 제3차 선발전 | 대한민국 서울 | 효창구장           | [ 3 ]                      |        |
|   | 48m 96 |      | + 54cm  | 홍순모 | 한국체대     | 1979. 06. 14 | 제8회 종별 육상 경기 대회                                        | 대한민국 서울 | 서울 운동장        | [ 4 ]                      |        |
|   | 50m 14 |      | + 118cm | 홍순모 | 한국체대     | 1981. 06. 14 | 제35회 전국 남녀 대학 육상 선수권 대회                           | 대한민국 부산 | 구덕 경기장        | [ 5 ]                      |        |
|   | 50m 72 |      | + 58cm  | 홍순모 | 한국체대     | 1981. 10. 30 | 제35회 전국 남녀 육상 선수권 대회                                | 대한민국 서울 | 서울 운동장        | [ 6 ]                      |        |
|   | 51m 80 |      | + 108cm | 홍순모 | 한국체대     | 1982. 05. 28 | 제11회 전국 종별 육상 선수권 대회                                | 대한민국 서울 | 서울 운동장        | [ 7 ]                      |        |
|   | 53m 50 |      | + 170cm | 김영철 | 고흥군청     | 1993. 10. 14 | 제74회 전국 체육 대회                                            | 대한민국 광주 | 무등 경기장        | [ 8 ]                      |        |
|   | 54m 04 |      | + 54cm  | 채준기 | 동해시청     | 1994. 06. 18 | 제48회 전국 육상 경기 선수권 대회                                | 대한민국 서울 | 올림픽 주경기장    | 53.54 김영철도 신기록 세움 |        |
|   | 55m 91 |      | + 187cm | 김영철 | 부국산업     | 2000. 08. 11 | 제12회 전국 실업단 대항 육상 경기 대회                           | 대한민국 태백 | 태백시 종합 운동장 |                            |        |
|   | 57m 27 |      | + 136cm | 최종범 | 국군체육부대 | 2005. 10. 15 | 제86회 전국 체육 대회                                            | 대한민국 울산 | 울산 종합 운동장   |                            |        |
|   | 57m 48 |      | + 21cm  | 최종범 | 국군체육부대 | 2006. 04. 24 | 제35회 전국 종별 육상 경기 선수권 대회                           | 대한민국 광주 | 광주 월드컵 경기장 |                            |        |
|   | 58m 68 |      | + 120cm | 최종범 | 태백시청     | 2007. 10. 14 | 제88회 전국 체육 대회                                            | 대한민국 광주 | 광주 월드컵경기장  |                            |        |
|   | 59m 68 |      | + 100cm | 최종범 | 영월군청     | 2013. 06. 08 | 제67회 전국 육상 경기 선수권 대회                                | 대한민국 여수 | 망마 경기장        |                            |        |

## 같이 보기
- 남자 원반던지기 세계 기록 추이
- 여자 원반던지기 대한민국 기록 추이
- 여자 원반던지기 세계 기록 추이